# Сайдак, Мария
Мария Сайдак (пол. Maria Sajdak), в девичестве Спрингвальд (пол. Springwald; род. 30 июля 1991, Краков) — польская гребчиха, выступающая за сборную Польши по академической гребле с 2012 года. Серебряный (2020) и бронзовый призёр Олимпийских игр (2016), чемпионка мира и Европы, победительница и призёр многих регат национального значения.

## Биография
Мария Спрингвальд родилась 30 июля 1991 года в городе Краков Малопольского воеводства, Польша. Заниматься академической греблей начала в 2004 году, проходила подготовку в местном клубе AZS-AWF Kraków.
Дебютировала на международной арене в 2012 году, выступив в парных четвёрках на молодёжном чемпионате мира в Литве.
На молодёжном мировом первенстве 2013 года в Австрии выиграла серебряную медаль в той же дисциплине. Попав в основной состав польской национальной сборной, выступила на взрослом чемпионате Европы в Севилье, где заняла итоговое пятое место.
В 2014 году дебютировала в Кубке мира, побывала на европейском первенстве в Белграде, откуда привезла награду бронзового достоинства, выигранную в парных четвёрках. При этом на мировом первенстве в Амстердаме квалифицировалась лишь в утешительный финал B и расположилась в итоговом протоколе соревнований на восьмой строке.
В 2015 году выиграла две серебряные медали на отдельных этапах Кубка мира, взяла бронзу на домашнем чемпионате Европы в Познани, тогда как на чемпионате мира в Эгбелете показала в главном финале четвёртый результат.
Выиграв серебро на европейском первенстве в Бранденбурге и одержав победу на двух этапах Кубка мира, удостоилась права защищать честь страны на летних Олимпийских играх 2016 года в Рио-де-Жанейро. В составе парного четырёхместного экипажа, куда также вошли гребчихи Йоанна Лещинская, Агнешка Кобус и Моника Цячух, финишировала в главном финале третьей позади команд из Германии и Нидерландов — тем самым завоевала бронзовую олимпийскую медаль. За это выдающееся достижение по итогам сезона была награждена серебряным Крестом Заслуги.
После Олимпиады Спрингвальд осталась в составе гребной команды Польши и продолжила принимать участие в крупнейших международных регатах. Так, в 2017 году в парных четвёрках она победила на трёх этапах Кубка мира и стала серебряной призёркой чемпионата мира в Сарасоте.
В 2018 году отметилась победами на европейском первенстве в Глазго и на мировом первенстве в Пловдиве.
На летних Олимпийских играх 2020 в Токио в соревнованиях по академической гребле среди четвёрок парных вместе с Агнешкой Кобус-Завойской, Мартой Величко и Катажиной Зильман завоевала серябряную медаль.